# Sotoplax
Sotoplax is een geslacht van kreeftachtigen uit de klasse van de Malacostraca (hogere kreeftachtigen).

## Soort
- Sotoplax robertsi Guinot, 1984